# Franz Wolfgang Rohrich

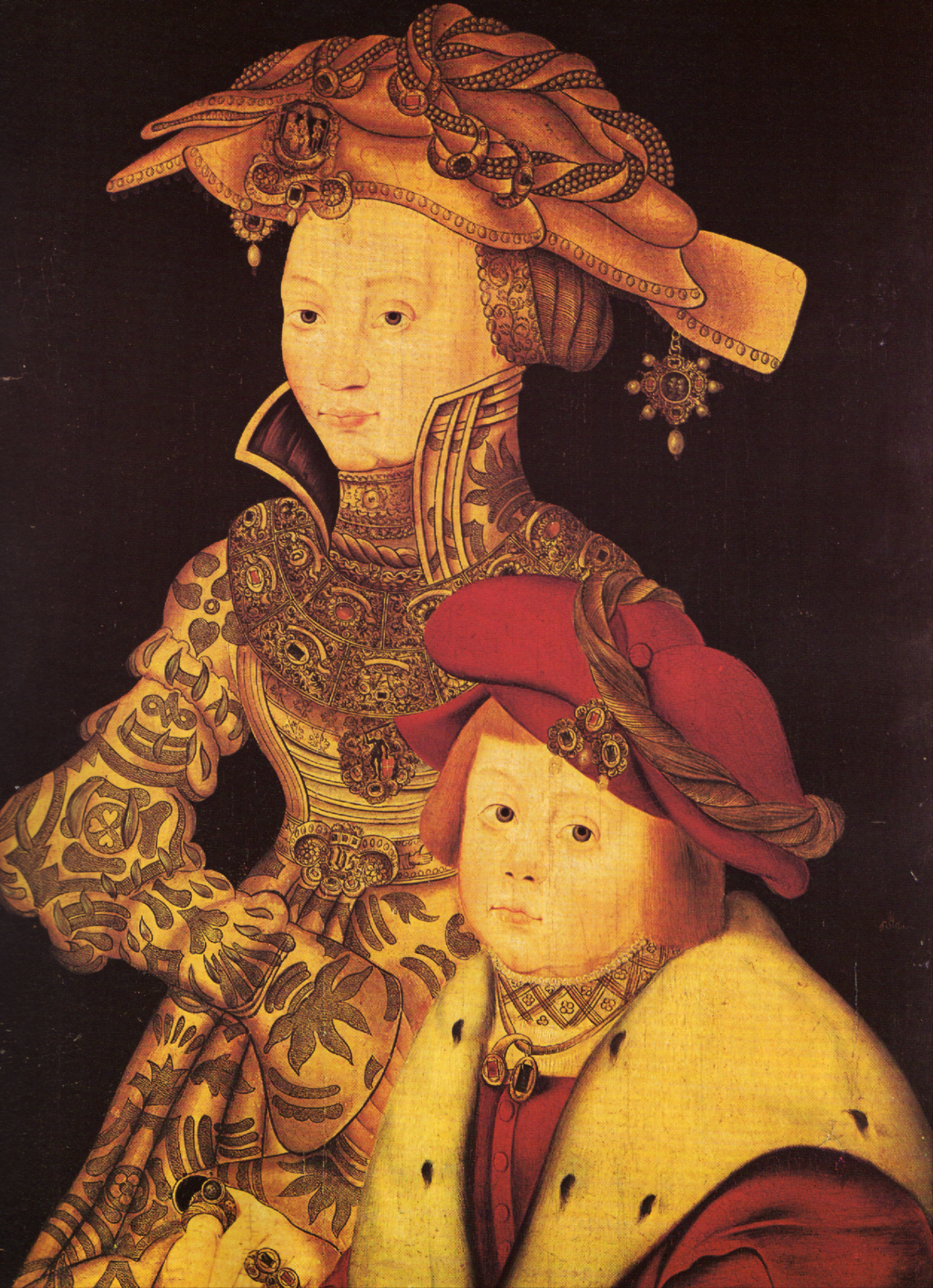
Sibylle de Clève

Franz Wolfgang Rohrich (ou Rorich) est un peintre allemand, né en 1787 à Nuremberg, mort dans la même ville en 1834. Il est plus célèbre comme faussaire que comme peintre. Il imita l'art des Lucas Cranach, (père et fils) et celui d'Albrecht Dürer.
Il étudia la peinture à l'académie des Beaux-arts de Munich, où  en 1809, il est inscrit, sous le nom de Rorich, matricule 87 comme Historien- und Landschafts Malerey (peintre d'histoire et de paysage).

## Œuvres
- Huntington, (New York), August Heckscher museum, Sibylle de Clève
- New York, Metropolitan museum of Art, Sophie de Pologne.
- Paris, musée du Louvre, Sibylle de Clève, tableau acheté en 1828 au peintre Pierre Révoil, cette œuvre fut d'abord affectée au musée du château de Versailles, puis au château d'Azay-le-Rideau.